# إسحاق بن الفرات
إسحاق بن الفرات أبو نعيم التجيبي مولاهم المصري (135هـ - 204هـ) فقيه الديار المصرية، وقاضيها، ومحدث، وتلميذ الإمام مالك، مشهور بالإمامة في الفقه. مولى الأمير معاوية بن حديج ولي قضاء مصر. مات في 2 ذو الحجة سنة 204 هـ.

## أخباره
- روي عن الشافعي أنه قال: ما رأيت أحدا أعلم باختلاف العلماء من إسحاق بن الفرات.
- وقال بحر بن نصر الخولاني: سمعت ابن علية يقول: ما رأيت ببلدكم أحدا يحسن العلم إلا إسحاق بن الفرات.
- وقال ابن عبد الحكم: ما رأيت فقيها أفضل منه.
- وقال أحمد بن سعيد الهمداني: قرأ علينا إسحاق بن الفرات موطأ مالك من حفظه فما أسقط منه حرفا فيما أعلم.

## روايته للحديث النبوي
- حدث عن: حميد بن هانئ، وهو أقدم شيخ له، ويحيى بن أيوب الغافقي، والليث بن سعد، ومالك بن أنس وطائفة.
- حدث عنه: أبو الطاهر بن السرح، وأحمد بن عبد الرحمن، بحشل، وبحر بن نصر الخولاني، ومحمد بن عبد الله بن عبد الحكم وجماعة

## منزلته عند العلماء
- قال أبو حاتم الرازي: شيخ ليس بمشهور
- قال الذهبي: ما هو بمشهور بالحديث، بلى هو مشهور، بالإمامة في الفقه.
- قال أبو حاتم بن حبان البستي: ربما أغرب.
- قال ابن يونس المصري: كان فقيها، وفي أحاديثه أحاديث كأنها منقلبة.
- قال أبو عوانة الإسفراييني: ثقة.
- قال أحمد بن علي السليماني: منكر الحديث.
- قال ابن حجر العسقلاني: صدوق فقيه.
- قال الذهبي: ثقة يغرب.
- قال عبد الحق بن عبد الرحمن الإشبيلي: ضعيف.
- قال محمد بن عبد الحكم المصري: ما رأيت فقيها أفضل منه وكان عالما.
- وثقه مسلمة بن القاسم الأندلسي.[2]